# João Moreira
João Vítor Rocha de Carvalho Moreira (7 de febrero de 1986, Amadora, Portugal) es un futbolista portugués que juega de delantero. Actualmente juega en el Team Wellington del Campeonato de Fútbol de Nueva Zelanda.

## Biografía
João Moreira debutó como futbolista profesional en 2004 a los 18 años de edad con el CF Estrela da Amadora. También jugó para el Valencia CF Mestalla, Rayo Vallecano de Madrid, CD Nacional, Leixões SC, SC Beira-Mar, UE Lleida, Real Balompédica Linense, UD Almansa y finalmente para el Brunei DPMM FC, club en el que permaneció hasta 2013. El 7 de noviembre el club rescindió su contrato, y en enero de 2014 firmó con el Auckland City, con el que ganaría la ASB Premiership 2013/14. Actualmente desde 2019 se encuentra sin equipo.

## Clubes
| Club                    | País          | Año             | Partidos | Goles |
| ----------------------- | ------------- | --------------- | -------- | ----- |
| Estrela da Amadora      | Portugal      | 2004 - 2005     | 9        | 3     |
| Valencia Mestalla       | España        | 2005 - 2006     | 1        | 0     |
| Rayo Vallecano (cedido) | España        | 2006            | 1        | 0     |
| Valencia Mestalla       | España        | 2006 - 2007     | 25       | 2     |
| CD Nacional (cedido)    | Portugal      | 2007 - 2008     | 9        | 0     |
| Leixões (cedido)        | Portugal      | 2008            | 6        | 0     |
| Beira-Mar               | Portugal      | 2008 - 2009     | 14       | 0     |
| Estrela da Amadora      | Portugal      | 2009 - 2010     | 21       | 3     |
| UE Lleida               | España        | 2010 - 2011     | 22       | 4     |
| Linense                 | España        | 2011 - 2012     | 11       | 0     |
| UD Almansa              | España        | 2012 - 2013     | 9        | 3     |
| Brunei DPMM             | Brunéi        | 2013            | 21       | 11    |
| Auckland City           | Nueva Zelanda | 2014 - 2017     | 63       | 38    |
| Hibernians              | Malta         | 2018            | 8        | 3     |
| Golden Arrows           | Sudáfrica     | 2018 - 2019     | 9        | 2     |
| Team Wellington         | Nueva Zelanda | 2020 - Presente | 3        | 2     |